# Bol 20
Шаровое звёздное скопление Bol 20 находится на восточном краю галактики М 110.
Находится в 1' к северо-востоку от звезды 12.5 величины и в 2.5' к югу от звезды 9.3 величины SAO 36570.
Является самым ярким шаровым скоплением в М 110.